# Afroespañol
Los afroespañoles o españoles negros son ciudadanos españoles de ascendencia total o mayormente africana negra. Actualmente hay censados 1.146.000 personas (incluyendo aquellos que no son ciudadanos) que componen el 2,4 % de la población total de España, por lo que esta constituye la tercera minoría más grande luego de la población hispanoamericana y la de otras partes de Europa.

## Demografía

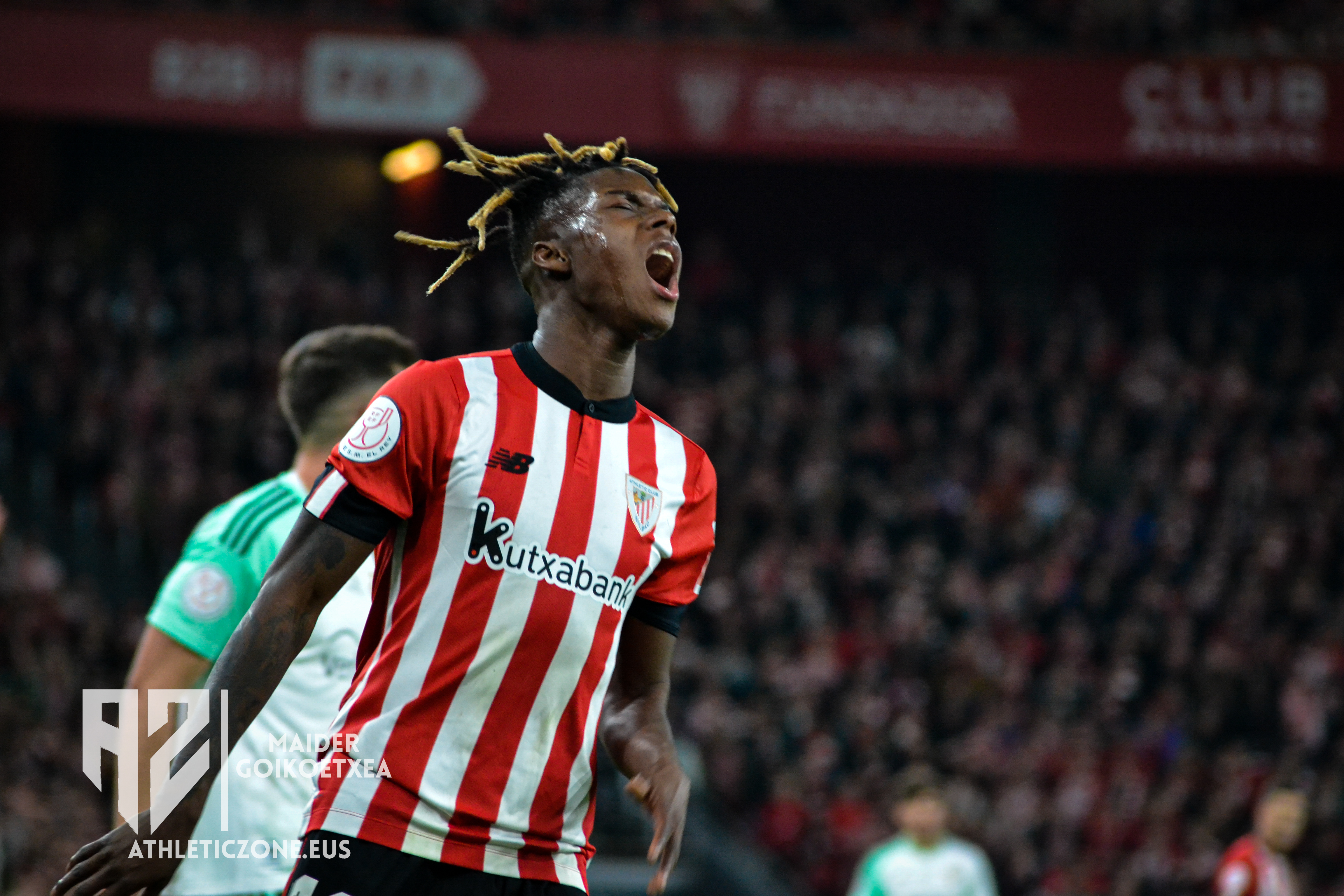
Nico Williams es un jugador de la selección española de asendencia ghanesa.

Los españoles de origen africano llegan a 1.146.000 y en su mayoría están concentrados en ciudades como Valencia, Madrid, Málaga, Barcelona, Sevilla, Ceuta, Toledo, Santiago de Compostela, Vigo, Santa Cruz de Tenerife y Palma de Mallorca, mientras las ciudades con el porcentaje más alto de afroespañoles son La Mojonera (30%), Melilla (22%), Ceuta (13%), Almería (9%), Santa Cruz de Tenerife (7%), Gerona (5%), Las Palmas de Gran Canaria (4%) y Valencia (3,5%), y las Islas Canarias (6%) como región. Minoría en el País Vasco (1%) y casi completamente ausentes en Extremadura (0,7%) y Asturias (0,4%)

#### Región
- Andalucía (7%)
- Islas Canarias (6%)
- Castilla-La Mancha y Madrid (1,5%)
- Comunidad de Madrid (3,0%)
- Galicia (4%)
- Comunidad Valenciana (3%)
- Cataluña (2,7%)
- Islas Baleares (2,5%)
- Castilla y León (2%)
- Navarra (1,7%)
- Murcia (1,5%)
- País Vasco (1%)
- La Rioja (0,9%)
- Extremadura (0,7%)
- Asturias (0,4%)
- Cantabria (0,1%)

## Procedencia
La mayoría llega desde Marruecos, Argelia, Sahara Occidental y Túnez (África Sahariana), con menores llegadas de Nigeria, Mali, Guinea Ecuatorial, Senegal, Angola y Camerún (África Subsahariana).

## Terminología
El término "afroespañol", aunque incluye toda África, se usa más coloquialmente para identificar a los españoles de ascendencia del África Subsahariana.[cita requerida]